# ウィリアム・ド・グレイ (初代ウォルシンガム男爵)
初代ウォルシンガム男爵ウィリアム・ド・グレイ（英語: William de Grey, 1st Baron Walsingham KC、1719年7月7日 – 1781年5月9日）は、グレートブリテン王国の裁判官。法務次官（在任：1763年 – 1766年）、法務長官（在任：1766年 – 1771年）、民訴裁判所主席裁判官（在任：1771年 – 1780年）を歴任した。兄に父と同名の庶民院議員トマス・ド・グレイがいる。

## 生涯
トマス・ド・グレイ（1765年没）とエリザベス・ウィンダム（Elizabeth Windham、ウィリアム・ウィンダムの娘）の三男として、1719年7月7日にマートンで生まれた。1737年2月23日にケンブリッジ大学トリニティ・ホールに入学、1738年1月26日にミドル・テンプルに入学した。1742年11月26日に弁護士資格免許を取得、1758年に勅選弁護士に任命された。その後、1770年にケンブリッジ大学トリニティ・ホールよりM.A.の学位を授与された。
1761年9月から1763年までシャーロット王妃の法務次官を務めた。1761年12月にコーンウォールのニューポート選挙区の補欠選挙で与党の候補として出馬、当選を果たした。しかし、ド・グレイは政治への興味が薄く、庶民院入りの目的はあくまでも弁護士として昇進するためであった。そして、ド・グレイは1763年11月にジョージ・グレンヴィルに昇進を申請、12月に法務次官に任命された。議会での演説はほとんどが国王関連の訴訟についてであり、党派性が薄かったため、1760年代の頻繁な政権交代において常に官職に留任した。1766年、庶民院がアメリカ植民地に課税する権利があると主張した。
1766年8月、法務長官に昇進した。法務長官在任中の1768年にはジョン・ウィルクスを起訴した。1768年イギリス総選挙ではニューポート選挙区とタムワース選挙区の両方で当選したが、ニューポート選挙区の代表として議員を務めることを選択した。1770年1月に初代カムデン男爵チャールズ・プラットが大法官から罷免されると、ド・グレイがその後任に任命されるという噂が流れたが、彼は首相グラフトン公爵の辞任の意思を察知して大法官就任を辞退した。2月にはグラフトン公爵の提案を受けてケンブリッジ大学選挙区の代表に鞍替えしたが、1771年1月28日には民訴裁判所主席裁判官に任命されるとともに騎士爵に叙され、庶民院議員を辞した。同1771年にロンドン市長ブラス・クロスビーが庶民院議長による逮捕令状でロンドン塔に投獄されたとき、ド・グレイはクロスビーが釈放されるべきかについて問われたが、議会特権への干渉を拒否して回答を避けた。
1778年にド・グレイの代わりにアレグザンダー・ウェッダーバーンを民訴裁判所主席裁判官に任命するという動きがあり、ド・グレイは叙爵がなければ辞任を拒否すると表明した。これに対し、国王ジョージ3世は「（1770年に）大法官への任命と叙爵を提示したのに、それを拒否したのはド・グレイだ」と述べ、またウェッダーバーン、エドワード・サーロー（大法官に就任予定）とド・グレイと3人の法律家をいっぺんに叙爵することはできないとも述べた。結局妥協として次の叙爵のときにド・グレイにも爵位を与える（ド・グレイの没後の場合はその息子に爵位を与える）という案が出され、ド・グレイもそれを受け入れた。その後、ド・グレイは1780年6月8日に健康の悪化を理由に辞任、同年10月17日にグレートブリテン貴族であるノーフォーク州におけるウォルシンガムのウォルシンガム男爵に叙された。
1781年5月9日にエングルフィールド・グリーンで死去、17日にマートンで埋葬された。息子トマスが爵位を継承した。

## 家族
1743年11月12日、メアリー・クーパー（Mary Cowper、1719年8月29日洗礼 – 1800年9月2日、ウィリアム・クーパーの娘）と結婚、2男1女をもうけた。
- ウィリアム（1746年6月15日 – 1747年2月20日）
- トマス（英語版）（1748年7月14日 – 1818年1月16日） - 第2代ウォルシンガム男爵
- シャーロット（1810年9月21日没） - 1769年6月16日、ジョセフ・ウィンダム(Joseph Windham)と結婚